# جوناثان هيريرا
جوناثان هيريرا (بالإسبانية: Jonathan Herrera) هو لاعب كرة قاعدة فنزويلي، ولد في 13 نوفمبر 1984 في ماراكايبو في فنزويلا.

## وصلات خارجية
- جوناثان هيريرا على موقع دوري كرة القاعدة الرئيسي (الإنجليزية)
- جوناثان هيريرا على موقعبيزبول رفرنس.كوم (الدوري الرئيسي) (الإنجليزية)
- جوناثان هيريرا على موقعبيزبول رفرنس.كوم (الدوري الثانوي) (الإنجليزية)
- جوناثان هيريرا على موقع إي إس بي إن.كوم (أم.أل.بي) (الإنجليزية)
- جوناثان هيريرا على موقع مشجعي الرسوم البيانية (الإنجليزية)